# Classe Indiana
La classe Indiana fu una classe di navi da battaglia tipo pre-dreadnought della United States Navy, entrate in servizio a partire dal 1895.
Si trattò delle prime vere moderne navi da battaglia americane, ideate per svolgere compiti di difesa costiera. Tuttavia, furono utilizzate con successo in occasione della guerra ispano-americana e per tutto il secolo successivo, quando entrarono in servizio le navi da battaglia monocalibro.

## Unità

### USS Indiana (BB-1)
Varata il 28 febbraio 1893 e consegnata alla US Navy il 20 novembre 1895 nel corso della guerra ispano-americana, durante la battaglia di Santiago de Cuba affondò i cacciatorpediniere spagnoli "Furor" e "Pluton" e dopo essere andata in disarmo il 31 maggio 1919 venne usata come bersaglio.

### USS Massachusetts (BB-2)
Varata il 10 giugno 1893 e consegnata il 10 giugno 1896, prese parte alla guerra ispano-americana e in missioni addestrative al primo conflitto mondiale, andò in disarmo il 31 marzo 1919 e fu successivamente usata come bersaglio.

### USS Oregon (BB-3)
Varata il 26 ottobre 1893 e completata il 16 luglio 1896, partecipò alla guerra ispano-americana. Dopo essere andata in disarmo il 17 luglio 1920 ed essere stata inizialmente preservata, venne venduta per demolizione il 15 marzo 1956.